# Lucio Cornelio Sisenna
Lucio Cornelio Sisenna (in latino Lucius Cornelius Sisenna; 120 a.C. – Creta, 67 a.C.) è stato uno storico romano.

## Biografia
Sisenna era un patrizio appartenente alla gens Cornelia, la stessa di Silla, di cui era sostenitore. Il cognomen ha fatto pensare ad una possibile origine etrusca, analogamente ai vari Porsenna e Vibenna, tuttavia non esistono prove certe a sostegno di quest'ipotesi. Fu pretore nel 78 a.C. e forse promagistrato in Sicilia l'anno successivo; fu inoltre legato di Pompeo a Creta nel 67 a.C., dove morì;

## Opere
L'opera che rese celebre Sisenna furono le Historiae in almeno 12, forse 23, libri che narravano le vicende di Roma dalle mitiche origini alla morte di Silla, con un'attenzione particolare per la guerra sociale e quella civile. Si ritiene che l'opera di Sisenna fosse una prosecuzione di quella di Sempronio Asellione e che sia stata poi proseguita dalle Historiae di Sallustio. Secondo Plutarco, Sisenna avrebbe scritto quest'opera a seguito di una scommessa con Ortensio e Lucullo, i quali avrebbero scritto analogamente delle Historie rispettivamente in latino in versi ed in greco.
Rimangono pochi frammenti, per cui dobbiamo desumere le caratteristiche dell'opera dai giudizi di Cicerone, secondo il quale questa aveva un'impostazione drammatica, tipica della storiografia greca; giudicò che come storico superasse tutti i suoi predecessori romani, tuttavia riteneva che uniche opere storiche greche che avesse letto fossero quelle di Clitarco di Alessandria, che cercava di imitare, perciò giudicò che il suo stile fosse ad un livello più basso degli storici migliori. Lo stesso Cicerone ricorda che Sisenna, influenzato da qualche epicureo,  rifiutava a credere ai sogni premonitori, tuttavia nei frammenti è riportato almeno un sogno premonitore. Sallustio lodò le sue Historiae, ma aggiunse che non parlò di Silla con la necessaria franchezza. Varrone intitolò a Sisenna una sua opera storiografica, Sisenna de historia.
Sulla base di una notizia di Ovidio, si ritiene che Sisenna fosse stato inoltre il traduttore dal greco della Fabula milesia, una raccolta di novelle a carattere erotico attribuita ad Aristide di Mileto.